# Biomarkery (geologia)
Biomarkery – grupa związków organicznych występujących w osadowej materii organicznej, np. w węglu kamiennym, brunatnym, ropie naftowej czy kerogenie, których prekursorami są związki organiczne występujące w organizmach żywych.
Biomarkery zachowują bez zmian (lub tylko z niewielkimi zmianami) szkielet węglowy swojego biologicznego prekursora. Główne grupy biomarkerów używanych w interpretacji geochemicznej to sterany (pochodzące od biochemicznych steroli), hopany (z bakteriohopanpolyoli, np. bakteriohopantetrolu), diterpeny, cheilatany i izoprenoidy liniowe (np. pristan lub fitan).